# Sacha Kljestan
Sacha Kljestan (Huntington Beach, Califòrnia, 9 de setembre de 1985), és un jugador de futbol estatunidenc. Actualment juga al Chivas USA de la Major League Soccer com a extrem amb el dorsal 16. Kljestan ha estat internacional amb selecció de futbol dels Estats Units en 20 ocasions d'ençà que debutés l'any 2007. Recentment va ser convocat per jugar la Copa Confederacions 2009.